# ワン・ヴィジョン
「ワン・ヴィジョン」（One Vision）は、イギリスのロックバンド、クイーンの楽曲。「ONE VISION-ひとつだけの世界-」（ワン・ヴィジョン ひとつだけのせかい）という邦題がつけられている。

## 概要
アルバム『カインド・オブ・マジック』収録。クイーンの楽曲の中でもノリの良い曲であり、日本でもサビの部分のギターのサウンドは有名であり、珍しくライトハンド奏法が見られる。この曲の発表直後本国イギリスをはじめ、スイスやドイツなどの国でもチャートインしている。
アルバムに先行して制作、シングルでリリースされた。アルバム版はシングル版にイントロ・アウトロのエフェクトがかかっているパートの延長や楽器の追加、冒頭ギターリフパートの繰り返し回数の増加などをした若干異なるバージョンになっている。そのほかに延長版(extended)も存在しており、こちらはアルバム版から更に後半のドラムソロの前に別の新しいドラムソロが付け加られたものになっている。
クレジットはクイーンになっているが、原案はロジャー・テイラーであり、キング牧師の演説「I Have a Dream」に着想を得たと語っている。
スタジオでのデモセッションの映像が残っており、歌詞を考えるメンバーの様子やイントロ等で聞こえるストリングスの音をブライアン・メイがYAMAHA DX7で演奏している様子、フレディが「ジョン・ディーコン」と歌詞にのせて歌う様子などを見ることができる。
最後のフレーズは、歌詞カードでは"One vision"と表記されているが、フレディ・マーキュリーは"Fried chicken"と歌っている。

### シングルB面曲について
シングルのB面に"Blurred Vision"(ブラード・ヴィジョン)という「ワン・ヴィジョン」をリミックスしたトラックが収録されている。Blurredとは「ぼやけた」という意味であり、ドラムの音を中心にエフェクトを多用したミックスになっている。途中から原曲の半ば過ぎにあるドラムソロパートからラストのサビの部分を使用している。

### 「A Kind of Vision」
2011年に再発されたこの曲が収録されているアルバム「カインド・オブ・マジック」に「A Kind of Vision」と呼ばれるデモ音源が収録されている。これは「カインド・オブ・マジック」のオケ（ただしアレンジは多少異なる）とメロディをベースに「One vision」という単語が散りばめられた歌詞で歌われている。

## ミュージック・ビデオ
上で述べたデモセッションの映像と同じスタジオで収録された、メンバーが演奏している映像が収められている。曲はシングルサイズを使用している。
冒頭では「ボヘミアン・ラプソディ」のクリップの冒頭やアルバム『クイーンII』と同じ構図で4人が並んでいる場面がある。
また、extended(延長版)と呼ばれる別バージョンのクリップも存在する。こちらのバージョンは延長版の音源をベースに作られている。基本的な構成はシングル版クリップと大きく差はないがシングルと延長版の差分を新規カットの追加や再生速度の変更によって調整、特に新規ドラムソロパートパートにはメンバーのオフショット（メンバーの食事会やブライアンがプールで泳ぐ様子など）が収録されている。

## ライブ・パフォーマンス
オリジナルメンバーでの最後のツアーであるマジック・ツアーでオープニング・ナンバーに選ばれている。2008年にはクイーン+ポール・ロジャースツアーでもポール・ロジャースのボーカルで歌われている。

## 担当
- フレディ・マーキュリー - リード・ヴォーカル、コーラス、サンプラー
- ブライアン・メイ - エレクトリック・ギター、シンセサイザー、コーラス、サンプラー
- ロジャー・テイラー - ドラムス、電子ドラム、コーラス、
- ジョン・ディーコン - ベースギター

## 収録曲

### 7インチ盤
1. ワン・ヴィジョン[注 2] - One Vision (Queen)
2. ブラード・ヴィジョン - Blurred Vision (Queen)

### 12インチ盤
1. ワン・ヴィジョン (エクステンデッド・ヴァージョン) - One Vision (Extended Vision) (Queen)
2. ブラード・ヴィジョン - Blurred Vision (Queen)

## カバー等
映画『アイアン・イーグル』の主題歌としても使用された。
2012年のロンドンオリンピックのイギリス選手団のテーマソングとして冒頭の歌詞"One men"を"One team"に変えたものがイギリスの歌手アルフィー・ボーとキムバリー・ウォルシュによってカバーされている。